# Унгард, Евгений Андреевич
Евгений Андреевич Унгард — российский сценарист, драматург.

## Биография
Родился 9 сентября 1964 года в городе Балаково Саратовской области.

## Творчество

### Пьесы
- «Птицы»
- «Аделаида»
- «День космонавтики»
- «Инопланетянин»

### Фильмография
Автор сценария более 25 фильмов:
1. 2000 — «Траектория бабочки» (телесериал)
2. 2001 — «Дама в очках, с ружьём, в автомобиле»
3. 2003 — «Театральный роман»
4. 2007 — «Час Волкова» (телесериал)
5. 2008 — «Наследство» (телесериал)
6. 2009 — «Розы для Эльзы»
7. 2010 — «Чокнутая»
8. 2012 — «Лорд. Пёс-полицейский» (телесериал)
9. 2013 — «Некрасивая любовь»
10. 2013 — «Чудо»
11. 2015 — «Московская борзая» (телесериал)
12. 2016 — «Отдел» (телесериал)
13. 2016 — «Пляж. Жаркий сезон» (телесериал)
14. 2017 — «Третья жизнь Дарьи Кирилловны» (Мини-сериал)
15. 2018 — «Московская борзая 2» (телесериал)
16. 2020 — «Чужая стая» (телесериал)

и др.

## Призы и Награды
- 2003 — премия ТЭФИ в номинации «Сценарист телевизионного художественного/документального фильма/сериала» за сценарий фильма «Театральный роман»[2].